# Zef Kol Ndoka
Zef Kol Ndoka, även känd som Zefi i Vogël (svenska: Lille Zef), född 1883, död 1924, var en albansk kachak och militär från Shengjifamiljen i dagens Fan, Mirditë, norra Albanien. Ndoka är känd för att ha stridit mot både osmanska, montenegrinska och serbiska styrkor under 1912 fram till 1924. Ndoka dog i strid mot jugoslaviska styrkor.  

## Biografi
Zef Kol Ndoka föddes 1883 nära Gjakova, dagens Kosovo, och växte upp under kampen för den albanska självständigheten mot Osmanska riket. Han fortsatte strida för Kosovos frihet mot serbiska och montenegrinska styrkor på 1920-talet. Ndoka stred med Isa Boletini, Bajram Curri, Hasan Prishtina och andra ledare. Tillsammans med albanska styrkor intog de Skopje år 1912. Zefi stupade i strid mot jugoslaviska styrkor år 1924.

## Konspirationsteori
En konspirationsteori säger att kachaken Azem Bejta sköt Ndoka i ryggen efter att han hade vanärat albanska kvinnor i Kosovo efter ett olämpligt tal. Azem Bejta, som var på besök hos en kachak i Shkoder tillsammans med Zef, svor att nästa gång de sågs så skulle de duellera. En annan teori säger att hövdingarna i Gjakova såg Ndoka som ett hot och betalade Azem Bejta att eliminera honom.